# Evita (musical)
Evita è un musical scritto da Tim Rice e Andrew Lloyd Webber, liberamente ispirato alla vita di Evita Perón, moglie del presidente argentino Juan Domingo Perón.
Tra le canzoni più famose del musical, Don't Cry for Me, Argentina (Non piangere per me, Argentina) cantata da Evita, dal balcone della Casa Rosada il giorno della proclamazione dell'elezione a presidente (17 ottobre del 1945) del marito, al suo paese e alla sua gente, Oh What a Circus e High Flying Adored, nelle quali Che racconta con toni caustici la carriera di Eva, e Another Suitcase in Another Hall, originariamente cantata da Barbara Dickson nel disco originale, nelle successive versioni dall'amante di Peron.
Dal musical è stato tratto il film Evita, il cui musical è stato presentato in Italia nel 2017 con protagonista Malika Ayane.

## Trama

### Atto I
Il musical inizia in un cinema di Buenos Aires, in Argentina, il 26 luglio 1952, dove il pubblico in sala sta guardando un film (A Cinema In Buenos Aires, 26 July 1952/Un cinema a Buenos Aires, sabato 26 luglio 1952). Le battute del film in spagnolo vengono presto interrotte da un annunciatore, che riporta un tragico messaggio: “Eva Perón è entrata nell'immortalità alle 20:25 di questa sera…”. La platea, disperata, intona “Requiem For Evita/Requiem per Evita”. Mentre la scena cambia, il narratore, schernisce cinicamente le persone cadute nella disperazione più nera a causa della morte di Eva (Oh What a Circus/Oh che circo).
Che presenta al pubblico la quindicenne Eva nel 1934. La ragazza si è da poco innamorata del cantante di tango Agustín Magaldi, dopo averlo incontrato in uno dei suoi concerti. La ragazza perseguita Magaldi per farsi portare da lui a Buenos Aires e il cantante, dopo l'iniziale rifiuto, infine cede ("Eva, Beware of the City/Eva, attenta alla città"). Appena arrivata nella capitale argentina, Eva canta tutte le sue speranze per l'avvenire ed il futuro d'attrice ("Buenos Aires"). Presto Eva, accortasi dell'inutilità di Magaldi, lascia l'amante e passa di uomo in uomo verso la celebrità, cambiando rapidamente il lavoro di modella con quello di presentatrice radiofonica e di attrice, mentre Che commenta il suo comportamento cinico e astuto ("Goodnight and Thank You/Buonanotte e grazie"). In seguito Che parla del colpo di Stato della destra nel 1943 e del successo di Eva, che diviene sempre più popolare, lasciando intendere che la vita politica e quella di Eva possano coincidere. Che introduce anche la figura dell'ambizioso colonnello Juan Perón, che avanza rapidamente nel sistema politico argentino ("The Lady's Got Potential/La signora ha del potenziale"). In un grande gioco di sedie musicali, compaiono vari personaggi politici ad illustrare le proprie promesse politiche ed intenzioni.
Dopo un terribile terremoto a San Juan, Perón organizza un grande concerto di beneficenza nel celebre Luna Park Stadium per trovare fondi per aiutare i terremotati. Qui, Eva rincontra Magaldi (nella realtà il cantautore di tango era morto nel 1938), che le rivolge a stento la parola. Il colonnello Perón, intanto, incoraggia il popolo con toccanti parole e lo incita ad aver fede nella politica e fiducia in lui.
Dietro le quinte, Perón ed Eva si incontrano ("Charity Concert/Concerto di beneficenza") e stabiliscono un segretissimo rendezvous in casa di lei, dove la donna seduce il colonnello, che cade in suo potere ("I'd Be Surprisingly Good For You/Sarei sorprendentemente buona per voi"). Eva allora scaccia violentemente l'amante di Perón che, tristissima, lascia l'uomo che ama realmente per tornare alla vecchia vita ("Another Suitcase in Another Hall/Un'altra valigia in un'altra hall").
Resa ufficiale la loro relazione, Eva viene presentata all'alta società, che l'accoglie con freddezza, così come Ejército Argentino ("Perón's Latest Flame/L'ultima fiamma di Perón"). Nel 1946, Perón, dopo essere diventato generale, annuncia di voler diventare presidente e discute con Eva le possibilità di vincere le elezioni. Eva allora comincia una grande opera demagogica in cui convince il popolo argentino a votare Perón, che vincerà l'elezione. Perón ed Eva, dopo essersi sposati, sono dunque pronti a cominciare una nuova vita con il popolo che ha reso il generale presidente ("A New Argentina/Una nuova Argentina").

### Atto II
Perón, appena eletto presidente dell'Argentina, si presenta al popolo dal balcone di Casa Rosada. Arriva, acclamata dal popolo, anche Eva che canta alla sua gente le sue iniziali remore, ma di aver cambiato opinione dopo aver sentito la chiamata a qualcosa di più grande. Analizza quindi l'importanza della fortuna e della fama e promette di rimanere sempre fedele alla causa del popolo (Don't Cry for Me, Argentina/Non piangere per me, Argentina).
In seguito, Eva balla con il marito al ballo inaugurale in onore di Perón, mentre Che commenta gli accadimenti recenti e l'ammonisce ("High Flying, Adored/Vola alto, adorata").
Eva decide di puntare tutto sulle sue apparenze per diffondere il peronismo in tutta l'Argentina, cominciando quindi ad apparire in pubblico con pellicce e sontuosi gioielli (Rainbow High/Arcobaleno alto). In seguito parte con Perón per quello che definisce “un tour” per tutta l'Europa (Rainbow Tour). In Spagna Evita viene acclamata e amata dal popolo, mentre in Italia la donna viene insultata e chiamata “sgualdrina”, visto che al popolo Perón ricorda molto Benito Mussolini. Ancora, Eva affascina la Francia, ma risulta indifferente agli inglesi.
Eva decide di dedicarsi al popolo ("The Actress Hasn't Learned the Lines (You'd Like to Hear)/L'attrice non ha imparato le battute (Che vorresti sentire)"), fondando varie associazioni a fondo filantropico.
Durante una messa ("Santa Evita"), poco prima della preghiera eucaristica, Eva cade in uno stato di trance, a cui seguono delle allucinazioni. In una di queste Che accusa Eva, che cinicamente risponde di aver fatto tutto solo per amore del marito e del popolo ("A Waltz for Eva and Che/Un valzer per Eva e Che"). Alla fine della canzone, Eva ammette suo malgrado di non poter reggere ancora per molto, a causa di un tumore che la sta uccidendo lentamente. Il marito preoccupato e depresso diventa sempre più distante e solitario. Così Eva capisce che l'uomo l'ama veramente e non per motivi politici (“You Must Love Me/Tu devi amarmi”). Nonostante lo stato maggiore politico argentino cerchi di convincere Perón a lasciare la donna, l'uomo resta fedele alla moglie, che non vuole ancora lasciare la politica. Eva vuole, infatti, diventare vicepresidente ("Dice Are Rolling/Eva's Sonnet [I dadi stanno rotolando / Il sonetto di Eva]”). Tuttavia, gli ulteriori aggravamenti della sua condizione fisica le impediscono di realizzare questo sogno, lasciandolo morire lentamente.
Infine, prossima alla morte, Eva parla per l'ultima volta al popolo argentino, affermando che lei non morirà mai, essendo lei stessa l'Argentina ("Eva's Final Broadcast/La trasmissione finale di Eva"). Eva ripensa a tutto quello che ha fatto nella vita ("Montage/Montaggio") e, infine, chiede simbolicamente perdono per le scelte sbagliate e per aver tradito la ragazza che era stata un tempo ("Lament/Lamento"). Dopodiché, Eva muore. Grazie al lavoro degli imbalsamatori, il suo corpo sarebbe stato preservato per sempre; Perón dà l'ordine di costruire una monumentale statua della moglie ma, appena completato il basamento, il cadavere di Evita sparisce misteriosamente per i successivi diciassette anni.

## Numeri musicali
- A Cinema In Buenos Aires, 26 July 1952° – Folla
- Requiem For Evita – Coro
- Oh What a Circus – Che e la folla
- On This Night Of a Thousand Stars – Magaldi
- Eva and Magaldi/Eva, Beware of the City – Eva, Magaldi e la famiglia di Evita
- Buenos Aires – Eva and Crowd
- Good Night and Thank You – Che, Eva, Magaldi e gli amanti
- The Lady's Got Potential* – Che
- The Art Of The Possible – Perón, generali ed Eva
- Charity Concert – Perón, Che, Magaldi ed Eva
- I'd Be Surprisingly Good For You – Eva e Perón
- Hello and Goodbye – Eva
- Another Suitcase in Another Hall – Amante di Peron e uomini del coro
- Peron's Latest Flame – Che, Aristocratici, Soldati ed Eva
- A New Argentina – Eva, Che, Perón e il popolo

- Entr'acte
- On The Balcony Of The Casa Rosada – Perón, Che e la folla
- Don't Cry for Me, Argentina – Eva
- High Flying Adored – Che ed Eva
- Rainbow High – Eva e sarti
- Rainbow Tour – Perón, consiglieri e Che
- The Actress Hasn't Learned The Lines (You'd Like To Hear) – Eva, aristocratici e Che
- And The Money Kept Rolling In (And Out) – Che e il popolo
- Santa Evita – Bambina e coro
- A Waltz For Eva and Che – Eva e Che
- You Must Love Me - Eva
- Peron's Latest Flame Playoff - Soldati
- She Is A Diamond – Perón
- Dice Are Rolling/Eva's Sonnet **– Perón ed Eva
- Eva's Final Broadcast – Eva
- Montage – Eva, Che, Perón e coro
- Lament – Eva, imbalsamatori e Che

Note
- *Questa canzone viene generalmente omessa e sostituita da "The Art of the Possible, ".
- **Queste due canzoni sono spesso unite e chiamate "She is a Diamond".
- °Rimpiazzata da "Junin, 26 July 1952" nel revival londinese.
- "You Must Love Me", scritta per il film del 1996, fu aggiunta dopo "Waltz for Eva and Che" anche nella produzione londinese del 2006

## Analisi musicale
Nel musical vengono utilizzati una vasta gamma di stili musicali differenti. Tra le canzoni di stampo più classico ci sono il pezzo corale iniziale (Requiem for Evita) e l'interludio corale nella canzone Oh, What a Circus, così come in alcuni passaggi musicali, come le orchestrazioni della canzone Lament e il preludio iniziale della canzone Don't Cry For Me Argentina. Ritmi tipicamente latini possono essere uditi in alcuni pezzi, quali Buenos Aires, And the Money Kept Rolling in (And Out) e On This Night of a Thousand Stars; le due ballad più importanti sono, invece, High Flying, Adored e Another Suitcase in Another Hall.
Tra i pezzi tipicamente rock troviamo Oh, What a Circus, Peron's Latest Flame e la canzone eliminata dopo la produzione originale The Lady's Got Potential. Questa canzone fu inserita poi nella colonna sonora del film del 1996, con nuove liriche di Tim Rice, ed è stata usata nelle versioni giapponese, ceca, e danese del musical, per dare al pubblico una maggior continuità tra lo spettacolo e il film.

### Orchestra
- Fiati:
  - Ottavino
  - Flauto
  - Oboe
  - Corno inglese
  - Due clarinetti
  - Clarinetto piccolo
  - Clarinetto basso
  - Fagotto
  - Sassofono tenore

- Basso elettrico
- Basso acustico
- Violoncello
- Batteria
- Corno francese
- Chitarra elettrica
- Chitarra acustica
- Arpa
- Due tastiere
- Trombone
- Due trombe
- Archi

## Concept
La prima esecuzione di Evita fu un'incisione discografica, come già era stato per Jesus Christ Superstar, il precedente successo dei due autori. Il disco uscì nel 1975 e raggiunse la prima posizione per quattro settimane nei Paesi Bassi, la sesta posizione in Germania Ovest e Nuova Zelanda ed il disco di platino nel Regno Unito. Gli interpreti erano Julie Covington (Evita), Colm Wilkinson (Che), Paul Jones (Juan Perón), Barbara Dickson (l'amante) e Tony Christie (Magaldi) con la London Philharmonic Orchestra.
Il debutto teatrale avvenne il 21 giugno 1978, in un teatro del West End a Londra. Il ruolo di Evita era affidato a Elaine Paige, scelta tra un vasto numero di candidate dopo che Julie Covington aveva rinunciato alla parte. Che era interpretato da David Essex e Peron da Joss Ackland.
Lo spettacolo fu portato con successo anche a Broadway. Nella produzione americana, gli interpreti principali erano Patti LuPone (Evita), Mandy Patinkin, nel ruolo del Che, e Bob Gunton (Perón).
Nel 1981 ha la prima al Theater an der Wien con la regia di Harold Prince.
Era in progetto anche un film, i cui protagonisti avrebbero dovuto essere Barbra Streisand e Barry Gibb, con Ken Russell alla regia. Il progetto non andò in porto, e fu solo nel 1996 che Evita arrivò sul grande schermo con Madonna nel ruolo principale, Antonio Banderas in quello di Che e Jonathan Pryce in quello di Perón.
Un nuovo allestimento, con una regia completamente inedita e interpretato da Elena Roger (Evita), Matt Rawle (Che) e Philip Quast (Peron) è stata recentemente portata in scena a Londra, inserendo nella partitura il brano You Must Love Me, scritto nel '96 per la versione cinematografica.

## Produzioni

### West End
Evita ha aperto al Prince Edward Theatre di Londra il 21 giugno 1978 ed ha chiuso l'8 febbraio 1986, dopo 2900 repliche. Elaine Paige ricopriva il ruolo di Eva, David Essex quello di Che, mentre Joss Ackland interpretava Perón. Paige fu selezionata tra numerosissime aspiranti al ruolo con un provino, dopo che Julie Covington declinò l'offerta di portare in scena il ruolo che aveva già ricoperto nella prima incisione discografica. Questa produzione era diretta da Harold Prince, coreografata da Larry Fuller e prodotta da Robert Stigwood. A Paige seguirono nel ruolo di Eva Marti Webb, Stephanie Lawrence, Siobhán McCarthy (che aveva interpretato l'amante di Perón nel cast originale), Jacquey Chappell e infine Kathryn Evans. David Essex nel ruolo di Che è stato sostituito da Gary Bond e Mark Ryan, l'originale Magaldi.
Questa produzione vinse il premio del The Society of West End Theatre (S.W.E.T.) come musical dell'anno, mentre Paige ed Harold Prince vinsero il premio, rispettivamente, per la miglior attrice e per la miglior regia. Essex fu nominato allo S.W.E.T. per il miglior attore protagonista

### Broadway
Il musical debuttò a Broadway il 25 settembre 1979 e chiuse il 26 giugno 1983, dopo 1567 repliche e 17 anteprime. Patti LuPone interpretava Eva, with Mandy Patinkin Che, Bob Gunton Perón e Jane Ohringer l'amante di Peron. La produzione aveva la regia di Harold Prince e le coreografie di Larry Fuller. Durante i quattro anni di repliche sei attrici avvicendarono Patti LuPone nel ruolo di Eva: Terri Klausner, Nancy Opel, Pamela Blake (pomeridiane), Derin Altay, Loni Ackerman e Florence Lacey (serali). David Cantor sostituì Patinkin nel ruolo di Che.

### Madrid
La prima produzione in lingua spagnola del musical è approdata al Teatro Monumental di Madrid il 23 dicembre 1980 con la regia di Jaime Azpilicueta. Nel cast figuravano Paloma San Basilio nel ruolo di Eva, Patxi Andión in quello di Che, Julio Catania in quello Perón, Tony Landa interpretava Magaldi e Montserrat Vega l'amante di Perón. La canzone "No llores por mí, Argentina" divenne un successo e fu cantata da celebri cantanti spagnoli come Nacha Guevara. La produzione in lingua spagnola del musical debuttò anche a Barcellona e fece un tour nei Paesi dell'America Latina.

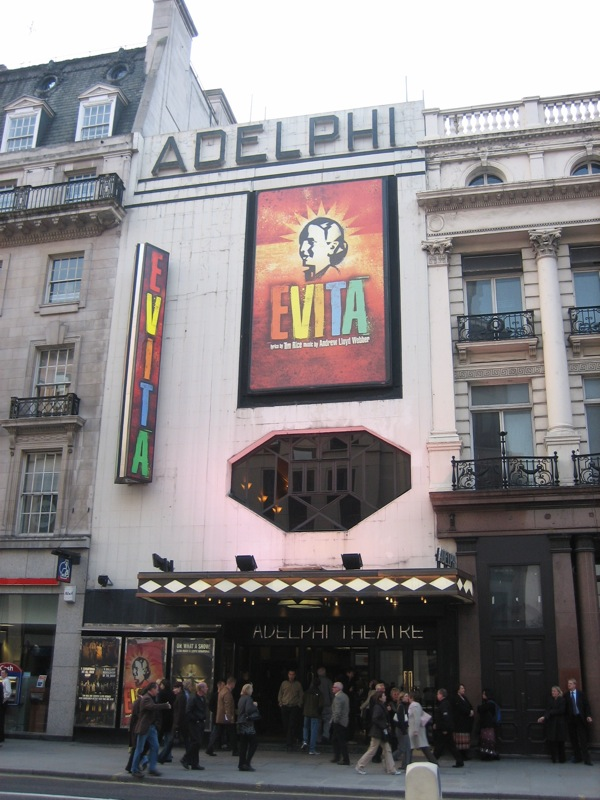
Il revival londinese di Evita all'Adelphi Theatre nel 2006

### Revival del West End
Il 2 giugno 2006 il primo revival di spicco del musical ha aperto all'Adelphi Theatre di Londra con la regia di Michael Grandage. Il cast comprendeva l'argentina Elena Roger nei panni di Eva, Philip Quast in quelli di Perón e Matt Rawle in quelli di Che. Rispetto allo score originale fu aggiunta la canzone "You Must Love Me", scritta per la versione cinematografica del 1996, che non era mai stata cantata ancora in nessuna produzione in lingua inglese del musical. La critica era entusiasta, ma non altrettanto il pubblico. Il musical ha chiuso il 26 marzo 2007, dopo neanche un anno di repliche. Quast e la Roger furono nominati al Laurence Olivier Award per le loro interpretazioni.

### Stratford Shakespeare Festival
Lo Stratford Shakespeare Festival ha prodotto una versione di Evita nel 2010, la prima rock opera di questa compagnia. Questa produzione, andata in scena dal 28 maggio al 6 novembre, era diretta da Gary Griffin ed interpretata da Chilina Kennedy (Eva), Juan Chioran (Juan) e Josh Young (Che).

### Brasile
La seconda produzione brasiliana del musical ha debuttato al Teatro Alfa il 26 marzo 2011 con Paula Capovilla (Evita), Daniel Boaventura (Perón), Fred Silveira (Che) e la regia di Jorge Takla.

### Revival di Broadway
È attualmente in scena al Marquis Theatre di New York il primo revival di Broadway del musical, che ha ripreso la produzione di Londra del 2006. Il cast comprende: Elena Roger (Eva), Michael Cerveris (Peron), Ricky Martin (Che), Max von Essen (Magaldi), Rachel Potter (Amante di Peron) e Christina DeCicco (sostituta di Eva). La regia è di Michael randage, le coreografie di Rob Ashford, scenografie e costumi di Christopher Oram e luci di Neil Austin. Il musical è prodotto da Hal Luftig e Scott Sanders. Le anteprime sono cominciate il 12 marzo 2012, con debutto ufficiale il 5 aprile 2012. La produzione chiuderà il 26 gennaio 2013, dopo 337 repliche regolari e 23 anteprime.

### Italia
In Italia dopo una prima rappresentazione al teatro Orione di Roma, il 25 e 26 marzo con il titolo "Il suo popolo la chiamava Evita", con adattamento dei testi e regia di Marco Savatteri, e la prima rappresentazione originale del 2010 al PalaCredito di Romagna di Forlì per il Ravenna Festival, la prima vera produzione italiana ha debuttato a Sanremo (IM) il 5 dicembre 2013, regia di Susanna Tagliapietra. Il cast originale: Simona Angioloni come Eva Duarte, Edoardo Pallanca come il Che, Agostino Marafioti come Juan Peron, Diletta Mangolini come Mistress, sostituita da Simona Marrocco nella produzione tour.

## Cast
| Character        | Original London Production | Original Broadway Production | 2006 London Revival | 2012 Broadway Revival | 2016, Italia     |
| ---------------- | -------------------------- | ---------------------------- | ------------------- | --------------------- | ---------------- |
| Eva Perón        | Elaine Paige               | Patti LuPone                 | Elena Roger         | Elena Roger           | Malika Ayane     |
| Che              | David Essex                | Mandy Patinkin               | Matt Rawle          | Ricky Martin          | Filippo Strocchi |
| Perón            | Joss Ackland               | Bob Gunton                   | Philip Quast        | Michael Cerveris      | Enrico Bernardi  |
| Perón's Mistress | Siobhán McCarthy           | Jane Ohringer                | Lorna Want          | Rachel Potter         | Linda Gorini     |
| Magaldi          | Mark Ryan                  | Mark Syers                   | Gary Milner         | Max von Essen         | Tiziano Edini    |

Tra le sostitute di Elaine Paige a Londra c'erano Susannah Fellows e Maria Morgan. Dopo che la Paige lasciò il ruolo, fu rimpiazzata da Marti Webb, Stephanie Lawrence, Siobhán McCarthy, Kathryn Evans e Michele Breeze.
Essex fu invece sostituito nel ruolo di Che da: Gary Bond, Mark Ryan, Martin Smith e Jimmy Kean; tra i sostituti di Ackland troviamo: John Turner, Oz Clarke e Daniel Benzali.

## Incisioni discografiche
Sono state pubblicate circa venticinque incisioni discografiche del musical in inglese, più numerose versioni in altre lingue. Ne esistono quattro in spagnolo, cinque in tedesco, tre in giapponese e numerose altre versioni in francese, russo, danese, ungherese, svedese, portoghese, ebraico e ceco.
- 1976 concept album - Completo - prima posizione nei Paesi Bassi per 4 settimane e sesta posizione in Germania Ovest e Nuova Zelanda
- 1978 London cast - Highlights
- 1979 Broadway cast - Completo
- 1996 film del 1996 - Highlights
- 2006 London cast - Highlights
- 2012 Broadway revival cast - completo

Il soprano Kiri Te Kanawa ne ha inciso una versione operistica integrale con Christopher Lee nel ruolo di Peron. Tuttavia, questa versione non è mai stata pubblicata.

## Riconoscimenti

### West End
Laurence Olivier Awards
- Miglior Musical (Vinto)
- Miglior Attrice: Elaine Paige (Vinto)
- Miglior Attore: David Essex (Nominato)
- Miglior Regia: Harold Prince (Nominato)

### Broadway
Drama Desk Award
- Miglior musical (Vinto)
- Miglior regia di un musical: Harold Prince (Vinto)
- Migliori liriche: Tim Rice (Vinto)
- Migliori musiche: Andrew Lloyd Webber (Vinto)
- Miglior attore in un musical: Mandy Patinkin (Nominato)
- Miglior attrice in un musical: Patti LuPone (Vinto)
- Miglior attore non protagonista in un musical: Bob Gunton (Vinto)
- Migliori coreografie: Larry Fuller (Nominato)
- Migliori costumi: Timothy O'Brien e Tazeena Firth (Nominato)
- Migliori luci: Timothy O'Brien e Tazeena Firth (Nominato)

Outer Critics Circle Award
- Migliori liriche: Tim Rice (Vinto)

Tony Awards
- Miglior musical (Vinto)
- Miglior colonna sonora originale: Andrew Lloyd Webber e Tim Rice (Vinto)
- Miglior libretto in un musical: Tim Rice (Vinto)
- Miglior attrice protagonista in un musical: Patti LuPone (Vinto)
- Miglior attore non protagonista in un musical: Bob Gunton (Nominato)
- Miglior attore non protagonista in un musical: Mandy Patinkin (Vinto)
- Miglior regia di un musical: Harold Prince (Vinto)
- Migliori luci: David Hersey (Vinto)
- Migliori costumi: Timothy O'Brien e Tazeena Firth (Nominato)
- Migliori scenografie: Timothy O'Brien e Tazeena Firth (Nominato)
- Migliori coreografie: Larry Fuller (Nominato)

### Revival di West End
Laurence Olivier Awards
- Miglior produzione di un musical (Vinto)
- Miglior attore in un musical: Philip Quast (Nominato)
- Miglior attrice in un musical: Elena Roger (Nominato)
- Migliori coreografie: Rob Ashford (Nominato)

### Revival di Broadway
Tony Awards
- Miglior revival (nominato)
- Miglior attore non protagonista: Michael Cerveris (nominato)
- Migliori coreografie: Bon Ashford (Nominato)

Drama Desk Awards
- Miglior revival (nominato)
- Miglior attore protagonista: Ricky Martin (nominato)
- Miglior attore non protagonista: Michael Cerveris (nominato)
- Migliori coreografie: Rob Ashford (nominato)
- Migliori luci: Neil Austin (nominato)